# Katarina Tomašević
Katarina Tomašević (født d. 6. februar 1984 i Beograd) er en serbisk håndboldspiller, der spiller for Dunaújvárosi Kohász KA i Ungarn og det serbiske landshold.